# 栓形矛吻海龍
栓形矛吻海龍（学名：Doryrhamphus pessuliferus），为輻鰭魚綱棘背魚目海龍魚科的其中一種，分布於中西太平洋區，包括印尼、菲律賓、澳洲等海域，棲息深度可達44公尺，體長可達16公分，喜棲息在沙泥底質海底，通常成對出現，卵胎生。

## 外部連結
- 栓形矛吻海龍的圖片